# SPO-NOW
SPO-NOW（スポナウ）は、NACK5で放送していたラジオ番組。

## 概要
2011年4月2日に放送を開始したスポーツ情報番組。土曜日のプロ野球中継である、SATURDAY LIONSの2011年度からの放送が、西武ドームで行われるナイトゲームのみとなったため、新番組として始まった。（西武ドームでのナイトゲームは7月下旬から9月上旬のみ。）
埼玉県に本拠地を置くプロスポーツチームの情報を中心に、様々な角度からスポーツ情報を送る。
例年4月〜9月の春夏シーズンは土曜夜、10月〜翌年3月の秋冬シーズンは日曜夜に放送される（秋冬シーズン編成は、土曜夜にウィンタースポーツ情報番組「MAGICAL SNOWLAND」が放送されるため）。
2021年3月14日の放送で、3月28日をもって番組終了と発表。10年間の歴史に幕を閉じることとなった。

## 放送していた時間
- 毎週土曜日 18:00 - 21:00 （毎年4月～9月）
- 毎週日曜日 18:00 - 21:00 （毎年10月～翌年3月）

## パーソナリティ
- 小笠原聖

### コーナー出演者
現在
- 堀越正己 （箱番組「埼玉縣信用金庫 presents RUGBY TOWN SAITAMA」パーソナリティ）
- 中島秀之 （レースアナウンサー、箱番組「CARLIFE & MOBIRITY」パーソナリティ）
- 福島和可菜 （タレント、箱番組「waka+」パーソナリティ） ※2017年4月1日～、箱番組「JO-SPO」から引き継いで担当

過去
- 上野智広（パーソナリティ）
- 千代綾香（ライオンズナビゲーター、「フレッシュライオンズ」担当）
- 工藤むつみ（ライオンズナビゲーター、「フレッシュライオンズ」担当）
- 吉野麻子（元・ライオンズナビゲーター、「麻子が行く」担当）
- 平尾博嗣（元・埼玉西武ライオンズ、箱番組「平尾博嗣 Reach Your Dreams」パーソナリティ。現：西武二軍コーチ）
- 池山隆寛 （元プロ野球選手(内野手・右投右打)、コーチ・野球解説者。箱番組「池山隆寛 BUNBUN STADIUM ～NEXT STAGE」パーソナリティ）※2019年1月6日～12月29日
- 埼玉アストライア （女子プロ野球チーム、箱番組「シンデレラスタジアム」パーソナリティ）

### 代理パーソナリティ
- 2013年10月20日（日）の放送は、小笠原聖がグアムでハーフマラソンに挑戦しているため、吉野麻子がピンチヒッターとして出演した。
- 2014年4月19日（土）の放送は、小笠原聖が放送直前の番組で実況を行っていた関係で出演できなかったため、上野智広がピンチヒッターとして出演した。
- 2020年4月18日（土）の放送は、小笠原聖が体調不良で休暇をとったため、保井ひろゆきがピンチヒッターとして出演した。

## 主なコーナー
- SPORTS FLASH

その日のスポーツの試合結果を伝える。
- ライオンズ レポート

その日のライオンズの試合結果やライオンズの最新情報を伝える。レポーターは佐藤栞菜。
- さいすぽ WEEKLY

埼玉県関連のスポーツ情報をまとめて伝える。
- スポ鉄観光協会

鉄道好きの小笠原が予め決められた都道府県の鉄道とスポーツチームを紹介する。2020年9月26日で終了。
- スポ鉄ヒストリア　その時列車が動いた

鉄道の歴史が大きく動いた、歴史的な瞬間にスポットを当て、その裏にある知られざるドラマを伝える。2020年10月4日～12月27日まで放送していた。

## タイムテーブル（土曜日・日曜日共通、2020年10月現在）
- 18:00 オープニング、本日のメニュー紹介
- 18:05 NACK5 TRAFFIC
- 18:09 佐藤栞菜のLions Report
- 18:25 箱番組「RUGBY TOWN SAITAMA」
- 18:30 NACK5 TRAFFIC
- 19:02 NACK5 TRAFFIC
- 19:05 箱番組「CARLIFE & MOBIRITY」（埼玉トヨペット提供）、次番組である「N-FIELD」も放送。
- 19:20 箱番組「waka+」
- 19:32 NACK5 TRAFFIC
- 19:40 スポ鉄ヒストリア　その時列車が動いた
- 20:01 NACK5 TRAFFIC
- 20:15 スポーツ　子供っぽい相談室
- 20:30 NACK5 TRAFFIC
- 20:40 さいすぽ WEEKLY
- 20:55 エンディング

交通情報は交通管制センターの森下奈津子が担当している（金～日曜担当）。
ライオンズの試合が18時開始の場合、一時間ごとに佐藤栞菜のLions Reportがある。